# Chelsea Football Club 1958-1959
Questa voce raccoglie le informazioni riguardanti il Chelsea Football Club nelle competizioni ufficiali della stagione 1958-1959.

## Stagione
Il campionato inglese inizia il 23 agosto 1958 e il Chelsea comincia con una sconfitta contro il Manchester United per 2-5, a cui ne seguono due vittorie consecutive, una contro il Tottenham (4-2) e una contro il Wolverhampton. I Blues vengono sconfitti per 0-4 dal Tottenham, pareggiano 2-2 con il Portsmouth e ottengono tre vittorie consecutive (6-5 contro il Newcastle, 2-1 contro l'Aston Villa e nuovamente 2-1 contro il Newcastle). Dopo una sconfitta contro il West Ham, vi sono una vittoria contro il Nottingham, tre sconfitte consecutive (0-4 contro il Burnley, 0-1 contro il Bolton e 1-2 contro il Luton), una vittoria per 5-2 contro il Leicester City e una sconfitta per 0-2 contro il Preston. I Blues ottengono una vittoria con il Leeds (2-0), altre tre sconfitte consecutive (contro il Manchester City per 1-5, contro l'Arsenal per 0-3 e contro l'Everton per 1-3), un'altra vittoria (contro il Birmingham per 1-0) e altre due sconfitte consecutive (West Bromwich-Chlesea 4-0, Chelsea-Manchester United 2-3). Il Chelsea riesce a sconfiggere il Blackburn 3-0 all'andata ma viene sconfitta al ritorno 0-2, batte il Wolverhampton 2-1, ottiene un pari (2-2) con il Portsmouth, conquista due vittorie consecutive (contro il Leicester  per 3-0 e contro il Preston per 3-1). Dopo due sconfitte (Blackpool-Chelsea 5-0 e Leeds-Chelsea 4-0), il Chelsea batte 3-1 il Blackpool e 2-0 il Manchester City, pareggia 1-1 con l'Arsenal, batte 3-1 prima il Nottingham e poi l'Eveton. Il campionato termina con due sconfitte (Chelsea-West Bromwich 0-2 e Birmingham-Chelsea 4-1) che portano il club londinese al raggiungimento della quattordicesima posizione.
Il Chelsea inizia l'FA Cup dal terzo turno, battendo 4-1 il Newcastle; nel quarto turno i Blues  vengono però sconfitti 1-2 dall'Aston Villa.

## Maglie e sponsor
Nella stagione 1958-1959 del Chelsea non sono presenti né sponsor tecnici né main sponsor. La divisa primaria è costituita dalla maglia blu con colletto a V bianco e estremità delle maniche con il medesimo colore, calzoncini bianchi e calzettoni neri con strisce bianche e blu come decorazione. La divisa da trasferta è costituita da maglia bianca con colletto a V blu e estremità delle maniche del medesimo colore, calzoncini bianchi e calzettoni blu con strisce bianche, blu e rosse.
| Casa | Trasferta |

## Rosa
Rosa e numerazione sono aggiornati al 31 maggio 1959.
| N. |                        | Ruolo | Calciatore      |
| -- | ---------------------- | ----- | --------------- |
|    | Inghilterra (bandiera) | P     | Reg Matthews    |
|    | Inghilterra (bandiera) | D     | John Compton    |
|    | Inghilterra (bandiera) | D     | Melvyn Scott    |
|    | Inghilterra (bandiera) | D     | John Sillett    |
|    | Inghilterra (bandiera) | D     | Peter Sillett   |
|    | Irlanda (bandiera)     | D     | Dick Whittaker  |
|    | Inghilterra (bandiera) | C     | Frank Blunstone |
|    | Inghilterra (bandiera) | C     | David Cliss     |

| N. |                        | Ruolo | Calciatore     |
| -- | ---------------------- | ----- | -------------- |
|    | Inghilterra (bandiera) | C     | Mike Harrison  |
|    | Inghilterra (bandiera) | C     | John Mortimore |
|    | Inghilterra (bandiera) | A     | Les Allen      |
|    | Inghilterra (bandiera) | A     | Micky Block    |
|    | Inghilterra (bandiera) | A     | Peter Brabrook |
|    | Inghilterra (bandiera) | A     | Barry Bridges  |
|    | Inghilterra (bandiera) | A     | Jimmy Greaves  |
|    | Inghilterra (bandiera) | A     | Bobby Tambling |

## Calciomercato
| Partenze | Partenze   | Partenze        | Partenze |
| R.       | Nome       | a               | Modalità |
| -------- | ---------- | --------------- | -------- |
| C        | Alan Dicks | Southend Utd    | ?        |
| A        | Jim Lewis  | Walthamstow Ave | ?        |

## Statistiche

### Statistiche di squadra
| Competizione | Punti | Totale | Totale | Totale | Totale | Totale | Totale |
| Competizione | Punti | G      | V      | N      | P      | Gf     | Gs     |
| ------------ | ----- | ------ | ------ | ------ | ------ | ------ | ------ |
| Campionato   | 40    | 42     | 18     | 4      | 20     | 77     | 98     |
| FA Cup       | -     | 2      | 1      | 0      | 1      | 5      | 3      |
| Totale       | -     | 44     | 19     | 4      | 21     | 82     | 101    |